# Microsoft SQL Server
Microsoft SQL Server е сървърна система за управление на бази от данни (и по-точно на релационни бази от данни) на компанията Microsoft. Microsoft SQL Server е предназначена за управление на големи сървърно базирани БД, за разлика от MS Access, която е desktop базирана и не е предназначена за управление на големи корпоративни БД.

## История
Северноамериканската компания Microsoft представя първата версия на софтуерния продукт през 1988 г. През следващото десетилетие започва развитието на софтуерния продукт за платформа NT.

## Версия SQL Server 2017
Пусната е през февруари 2017 г. Това е първата версия, в която се появява поддръжка на GNU/Linux.

## Текущо състояние
Към май 2020 г. Microsoft поддържа следните версии:
- SQL Server 2012[2]
- SQL Server 2014
- SQL Server 2016
- SQL Server 2017
- SQL Server 2019

От версия SQL Server 2016 нататък продуктът се поддържа само на 64-битови процесори.
Последната версия е Microsoft SQL Server 2019, пусната на 4 ноември 2019 г. Финалната версия е 15.0.2000.5.